# Umdoni
Umdoni es un municipio local sudafricano situado en el distrito de Ugu, en la provincia de KwaZulu-Natal.

## Superficie
Umdoni tiene una superficie de 989,8 km².

## Demografía
En 2022, tenía 156 443 habitantes, una densidad poblacional de 158,1 hab./km², y 33 084 viviendas.